# Santa María (Costa Rica)
Santa María è un distretto della Costa Rica, capoluogo del cantone di Dota, nella provincia di San José.